# 10708 Richardspalding
10708 Richardspalding eller 1981 UE26 är en asteroid i huvudbältet som upptäcktes den 25 oktober 1981 av den amerikanska astronomen Schelte J. Bus vid Palomarobservatoriet. Den är uppkallad efter Richard Spalding.
Asteroiden har en diameter på ungefär 8 kilometer och den tillhör asteroidgruppen Koronis.